# (20140) Costitx
(20140) Costitx es un asteroide perteneciente al cinturón de asteroides descubierto el 23 de agosto de 1996 por Manolo Blasco desde el Observatorio Astronómico de Mallorca en España.

## Designación y nombre
Designado provisionalmente como 1996 QT1. Fue nombrado así en homenaje a Costitx, un pueblo de la isla de Mallorca donde se ubica el observatorio desde donde fue descubierto.

## Características orbitales
Costitx está situado a una distancia media del Sol de 3,172 ua, pudiendo alejarse hasta 3,569 ua y acercarse hasta 2,775 ua. Su excentricidad es 0,125 y la inclinación orbital 8,788 grados. Emplea 2064,01 días en completar una órbita alrededor del Sol.

## Características físicas
La magnitud absoluta de Costitx es 13,4. Tiene un diámetro de 9,846 km y su albedo se estima en 0,096.